# Tour de la Isla de Zhoushan
El Tour de la Isla de Zhoushan (oficialmente: Tour of Zhoushan Island) son dos carreras ciclistas femeninas profesional, una por etapas y otra de un día que se disputan anualmente en la Isla Zhoushan en la República Popular China.
La carrera por etapas fue creada en el año 2012 como parte del Calendario UCI Femenino como competencia de categoría 2.2.
En 2019 se disputó una edición de un día, llamada "Tour de la Isla de Zhoushan I", de categoría 1.2 antes de la tradicional vuelta por etapas, renombrada como "Tour de la Isla de Zhoushan II".

## Palmarés

### Carrera por etapas: Tour de la Isla de Zhoushan II
| Año                            | Ganador            | Segundo              | Tercero                |
| ------------------------------ | ------------------ | -------------------- | ---------------------- |
| Tour de la Isla de Zhoushan    |                    |                      |                        |
| 2012                           | Emilie Moberg      | Jutatip Maneephan    | Meng Zhaojuan          |
| 2013                           | Giorgia Bronzini   | Elisa Longo Borghini | Cecilie Gotaas Johnsen |
| 2014                           | Charlotte Becker   | Marta Tagliaferro    | Aizhan Zhaparova       |
| 2015                           | Lauren Kitchen     | Elena Kuchinskaya    | Charlotte Becker       |
| 2016                           | Elena Kuchinskaya  | Olga Zabelínskaya    | Nicole Brändli         |
| 2017                           | Charlotte Becker   | Anastasia Iakovenko  | Emilie Moberg          |
| 2018                           | Sheyla Gutiérrez   | Charlotte Becker     | Yelyzaveta Oshurkova   |
| Tour de la Isla de Zhoushan II |                    |                      |                        |
| 2019                           | Thi Thu Mai Nguyễn | Annamarie Lipp       | Sun Jiajun             |

### Carrera de un día: Tour de la Isla de Zhoushan I
| Año  | Ganador         | Segundo         | Tercero       |
| ---- | --------------- | --------------- | ------------- |
| 2019 | Thi That Nguyen | Arianna Fidanza | Lisa Morzenti |

## Palmarés por países
| País      | Victorias |
| --------- | --------- |
| Alemania  | 2         |
| Noruega   | 1         |
| Italia    | 1         |
| Australia | 1         |
| Rusia     | 1         |
| España    | 1         |
| Vietnam   | 1         |

| País    | Victorias |
| ------- | --------- |
| Vietnam | 1         |